# Kasteel Neufcour

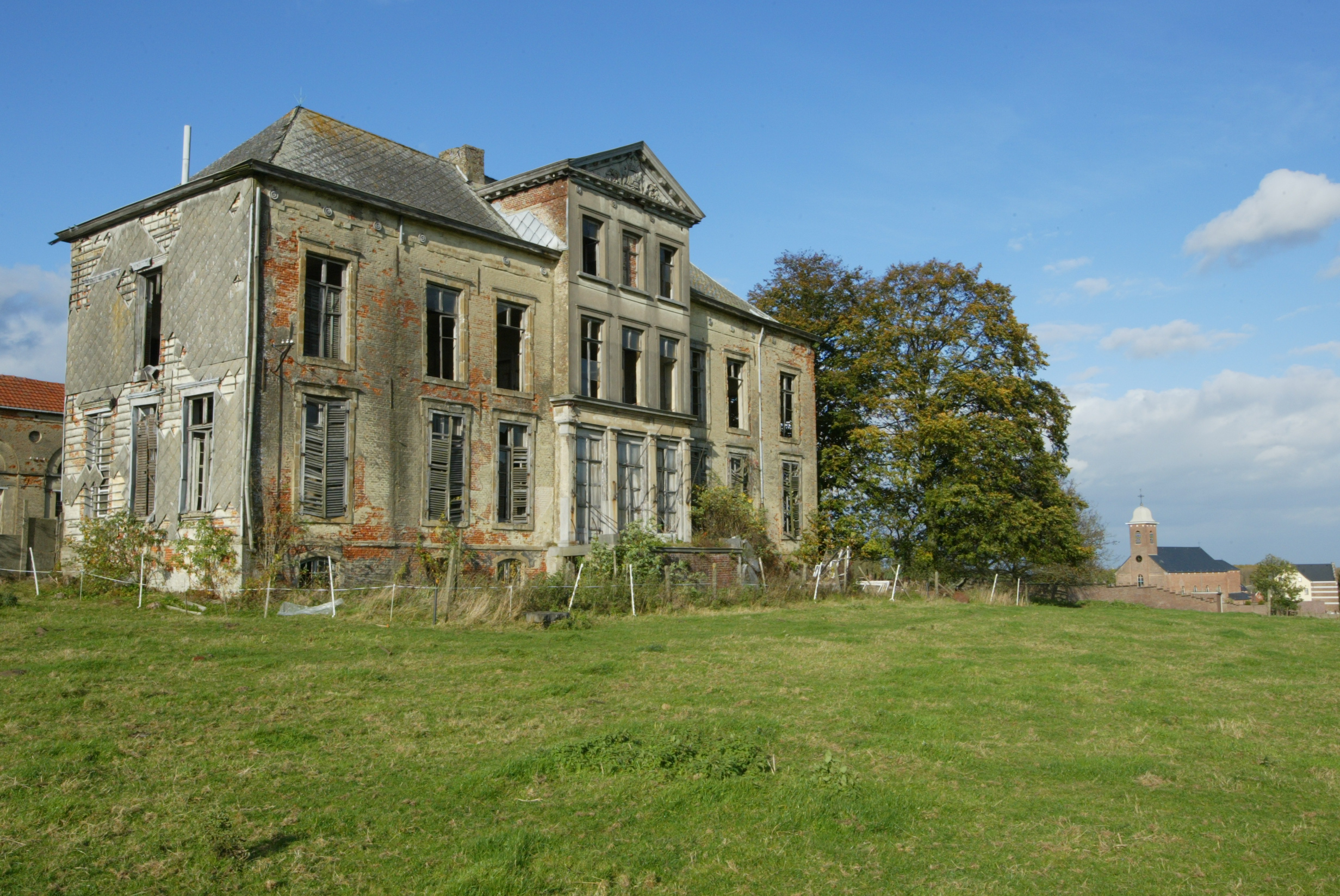
Kasteel Neufcour voor de restauratie

Kasteel Neufcour is een kasteel in de tot de Vlaams-Brabantse gemeente Lennik behorende plaats Eizeringen, gelegen aan de Luitenant Jacopsstraat 27-29 en 25A.

## Geschiedenis
In 1729 was voor het eerst sprake van een "belle maison de campagne" dat door de heer van Ter Rijst uit Heikruis als bruidsschat werd geschonken aan zijn dochter Marie Anne Charlotte Thérèse bij haar huwelijk met Sebastiaan Antoon Huysman. De Ferrariskaarten toonden een gesloten vierkantshoeve met daarnaast een huys van plaisantie. In 1818 was er al sprake van een château d'Iseringen. In 1818 kwam het goed aan één van Sebastiaan's kleinkinderen en wel Léonard François-de-Paule Ghislain Huysman de Neufcour. Zijn zoon Joseph was onder meer gemeenteraadslid en schepen in Brussel, en burgemeester van Herfelingen. Hij liet het kasteel verbouwen in neoclassicistische stijl. Er kwam een middenrisaliet dat bekroond werd door een driehoekig fronton waarin zich het wapen van de familie Huysman de Neufcour bevindt.
Hierna kwam het kasteel in bezit van diverse adellijke Families : In 1868 kwam het aan Joseph van Pottelsberghe de la Potterie. In 1921 werd het verkocht aan de pastoor van Strijtem, Louis Van den Houte die er een rusthuis wilde beginnen maar in geldnood raakte. In 1922 werd het dus verkocht aan de Zusters Missionarissen van het Onbevlekte Hart van Maria die er een noviciaat in vestigden tot ze in 1928 naar Heverlee vertrokken. Het goed werd verkocht aan de Zusters van Sint-Jozef en deze beheerden er een kostschool voor jongens.
In 1945 kwam het kasteel leeg te staan, waarna het in verval raakte. Tot tweemaal toe vroegen de zusters een sloopvergunning aan, maar die werd geweigerd. Uiteindelijk werd het kasteel in 2005 verkocht. Na een restauratie is het sinds 2010 opnieuw bewoond.